# Operación Nova
Se denomina Operación Nova a una operación de la policía judicial española en 2004 en la que fueron detenidas 32 personas acusadas de pertenencia a la organización terrorista yihadista Mártires por Marruecos y de planear un atentado con un camión bomba contra las instalaciones de la Audiencia Nacional en Madrid y ataques a la sede del Partido Popular, la estación Príncipe Pío y el Tribunal Supremo de España y en la que, finalmente, cinco de ellas fueron condenadas.

## Cartas entre presos islamistas
Entre las pruebas aportadas en la operación policial, se encontraban un grupo de cartas enviadas entre algunos presos integristas. De ellas, las más destacables fueron:
- Carta de Jaloul Al-ma-ásecri a Mohamed Achraf:

Nos encontramos solos en este mundo, por tanto, sólo encontraremos un sitio adecuado si salimos para la yihad en las montañas con nuestros hermanos resistentes, espero que Alá nos junte con ellos.

- Carta de Addila Mimon a Mohamed Achraf:

Soñé que estaba luchando a tu lado y nos dispararon, te pregunté si nos íbamos a morir como mártires y me dijiste que sí, y justo me desperté del sueño. Me ha dicho uno que tiene teletexto que los americanos han dicho que los terroristas más peligrosos son los argelinos [...]

- Carta de Mohamed Achraf a Afif Said (Brahim):

¡Querido hermano Brahim, vice-emir del grupo Salafista! Nosotros lo que queremos es prepararnos para la lucha por Alá. Tú sigue tu camino, te doy una buena noticia: he creado un nuevo grupo, están dispuestos a morir por Alá en cualquier momento, estamos esperando a que salgamos para empezar a trabajar directamente, y tú con nosotros en el grupo, es nuestro deber pensar y proyectar porque hombres hay, armas también, y el sitio tampoco nos falta, sólo nos falta la práctica.

Se acusó como líder a Abderrahmane Tahiri, más conocido como Mohamed Achraf. Fue detenido en Suiza y extraditado a España en 2005. Para él la fiscalía pidió 46 años de prisión, por reclutar a varias personas con la finalidad de realizar la guerra santa en España. Achraf reclutó a potenciales miembros mientras estaba en la cárcel entre 1999 y 2002 en España por pertenecer a un grupo armado.

## Procesamiento y juicio
En marzo de 2006, el juez de la Audiencia Nacional, Fernando Grande-Marlaska, dictó auto de procesamiento contra todos ellos, completando la acusación con los delitos de falsificación de moneda y falsificación de documentos.
Antes de la petición del penas por el Ministerio Fiscal, dos detenidos fueron puestos en libertad por falta de pruebas. La fiscalía solicitó un total de 464,5 años de cárcel y concluyó que el grupo se encontraba vinculado al salafismo yihadista con enlaces en la red terrorista de Al Qaeda.
El proceso dio comienzo el 15 de octubre de 2007. Durante el mismo se elevaron a definitivas las conclusiones de la fiscalía y, tras las pruebas presentadas y las declaracionbes de testigos e imputados, se dejó en libertad a diez de ellos, cinco de los cuales permanecieron en prisión por tener penas pendientes. El juicio quedó visto para sentencia el 14 de enero de 2008.
La Audiencia condenó a 20 de los 30 acusados: 18 por pertenencia a banda armada, mientras que otros dos fueron condenados como colaboradores. La sentencia declaró probado el intento de atentado contra la sede de la Audiencia Nacional aunque sin evaluar las posibles consecuencias. Se consideró probado que habían tratado de obtener 1000 kilos de explosivo para los distintos atentados. La sentencia declaró:

No existe duda de que aquí nos encontramos ante un verdadero grupo cohesionado, permanente, estable y estructurado bajo el liderazgo indiscutible de Abderrahmane Tahiri [Achraf], creador del mismo y fuente ideológica para sus miembros, grupo cuya finalidad es la 'Cruzada Universal', Guerra Santa o Yihad.

## Recurso y sentencia del Tribunal Supremo
Los acusados recurrieron la sentencia ante el Tribunal Supremo, que el 7 de octubre de 2008 acordó absolver a 15 de los 20 condenados del delito de pertenencia a grupo terrorista por el que la Audiencia Nacional les castigó con penas de entre cinco y catorce años de prisión, pero sí confirmó las condenas que la Audiencia impuso a los otros cinco procesados, entre ellos a Mohamed Achraf.
El tribunal consideró que no bastaba con la expresión de ideas extremistas dentro de un círculo reducido, -"los desvaríos religiosos de cualquier índole que prediquen el odio al diferente"- para valorar que se trataba de un grupo organizado y armado, lo que a juicio de algunos juristas suponía una regresión en la propia doctrina jurídica del Tribunal Supremo que, en otras ocasiones, ante la anárquica estructura de las organizaciones yihadistas, sí que había considerado prueba suficiente expresiones similares. El tribunal considera necesario que el propósito se materialice en algo más que palabras, pero si condenó a quienes hicieron proselitismo.

La acción policial en el presente caso ha sido correcta, como la de las autoridades judiciales que basándose en indicios racionales les han procesado. Ello no permite, en un Estado democrático que garantiza los derechos de todos los ciudadanos, que se pueda tipificar como actividad delictiva, los desvaríos religiosos de cualquier índole que prediquen el odio al diferente. [...] Las ideas pueden ser contagiosas, pero no por ello necesariamente delictivas [y] la manifestación de la voluntad delictiva exige que el individuo haya traspasado la línea de la exaltación y la haya concretado en un acto de voluntad medible y contrastable.
Sentencia 618/2008, de la Sala de lo penal del Tribunal Supremo de España

La sentencia de la Audiencia se basaba en buena parte en la declaración de un testigo que, durante el juicio oral, se desdijo y acusó a la policía de coacciones.
Así, Mohamed Achraf, quedó condenado a catorce años de prisión, como promotor y director de grupo, Saif Afif, a diez años, Kamara Birahima, a siete, Mourad Yala, a nueve, y Ziani Mahdi, a cinco.